# Sub Rosa (Label)
Sub Rosa ist ein Plattenlabel mit Sitz in Brüssel. Das Label wurde Ende der 1980er Jahre gegründet und erweiterte seinen Katalog Mitte der 1990er Jahre durch die Veröffentlichung von elektronischer Musik. Unter der Führung von Guy-Marc Hinant und Frédéric Walheer hat das Label über 250 Titel veröffentlicht.

## Künstler (Auswahl)
- Gavin Bryars
- Marcel Duchamp
- Max Eastley
- Feminist Improvising Group
- Luc Ferrari
- Hafler Trio
- Brion Gysin
- Charles Hayward
- Zbigniew Karkowski
- Bill Laswell
- Maurice Louca
- Master Musicians of Joujouka
- Merzbow
- Nam June Paik
- Pauline Oliveros
- Charlemagne Palestine
- Henri Pousseur
- Kurt Ralske
- Scanner
- David Shea
- Stefan Wolpe